# 來曜
來曜（?—?），唐朝将领，邠州永寿（今陕西省永寿县）人。
來曜起于行伍。开元十八年（730年），为鸿胪卿同正员、安西副都护、持节碛西副大使、四镇节度使，在安西立下威名。担任安西都護时，來曜率军討伐突骑施十姓蘇祿可汗。李嗣業等将领在其麾下。后官至右领军卫大将军、仗内五坊等使，名著西陲。宝应元年（762年），以儿子来瑱的缘故，赠太子太保。